# 蒙泰斯凯诺
蒙泰斯凯诺（義大利語：Montescheno），是意大利韦尔巴诺-库西亚-奥索拉省的一个市镇。总面积22平方公里，人口440人，人口密度20.0人/平方公里（2009年）。ISTAT代码为103047。